# C-65 (Spanje)
De C-65 is een weg die afrit 7 van de Autopista AP-7 met de resorts van de Costa Brava verbindt.
De weg passeert ten zuiden van Girona, Quart, Cassà de la Selva, Llagostera, Santa Cristina d'Aro en Sant Feliu de Guíxols. Gedeelten van de weg zijn tot Autovía opgewaardeerd. Er gaat, met name in de weekeinden en in de zomer, veel verkeer overheen met toeristen en inwoners van Girona die de kust opzoeken.
De weg sluit aan op de C-31, richting Palamós, en de C-35.